# Rådalen och Källeviken
Rådalen och Källeviken är en av SCB avgränsad och namnsatt småort i Tanums kommun i Bohuslän och Västra Götalands län. Den omfattar bebyggelse i Rådalen och Källeviken belägna i Svenneby socken strax norr Heestrand vilket namn även används för detta område.